# Jugoslavenski odbor
Jugoslavenski odbor je bilo političko tijelo hrvatskih, slovenskih i srpskih političara i emigranata iz Austro-Ugarske koje je tijekom I. svjetskoga rata djelovalo na državnom ujedinjenju austrougarskih južnoslavenskih zemalja sa Srbijom i Crnom Gorom. Političko djelovanje započeli su hrvatski emigranti (Frano Supilo, Ante Trumbić, Ivan Meštrović i dr.), koji u rujnu 1914. prosvjeduju kod sila Antante zbog nauma o predaji Istre i Dalmacije Italiji, čemu suprotstavljaju ideju državnoga ujedinjenja južnoslavenskih zemalja.
Nakon sarajevskog umorstva, po prethodnom dogovoru, nekoliko je istaknutih Hrvata sljedbenika "novog kursa" narodnog jedinstva Hrvata i Srba, prebjeglo u susjedne zemlje. U jeseni 1914. godine našli su se u Rimu novinar Frano Supilo, odvjetnici Ante Trumbić, Hinko Hinković i Frano Potočnjak te kipar Ivan Meštrović. Iako nisu imali ovlaštenje od svog hrvatskog naroda, oni se dogovore da će osnovati odbor, koji će u duhu narodnog jedinstva i pod jugoslavenskim imenom raditi za oslobođenje južnih Slavena ispod Austro-Ugarske i za njihovo ujedinjenje sa Srbijom u zajedničku državu Jugoslaviju. O svojim namjerama su obavijestili Nikolu Pašića, predsjednika srpske vlade u Nišu. Njemu je vijest bila ugodna, jer će time saveznici saznati da i Hrvati traže ujedinjenje sa Srbijom. Međutim, Pašić je savjetovao, da se ne zovu "jugoslavenski" nego "hrvatski" odbor, te da se ne nezivlju "Jugoslavenima" nego "Srbo-Hrvatima", poimence da buduću državu ne zovu "Jugoslavija" nego "Proširena ili Velika Srbija". 7. studenoga 1914.godine stigli su u Rim vođe mostarskih Srba Nikola Stojanović i Dušan Vasiljević s beogradskim profesorom Pavlom Popovićem. Prvu dvojicu je rimski odbor primio u svoj jugoslavenski krug, kao predstavnike prečanskih Srba. Ovima su se priključili u veljači 1915. godine Jovo Benjanin iz Like i sarajevski odvjetnik Milan Srškić.
Srpsku državnu misao i Veliku Srbiju naglasila je i srpska Narodna skupština u Nišu, 7. prosinca 1914.godine i regent Aleksandar u proglasu vojsci 28 istog mjeseca. Rimski odbornici su sa žaljenjem shvatili da službena Srbija s Pašićem na čelu ne prihvaća narodno jedinstvo Srba i Hrvata, ni zajedničku državu s punom jednakosti, nego da ima u vidu samo srpski narod i srpsku državnu misao. Odlučili su ipak nastaviti s radom, nadajući se da će Srbi kao seljački demokratski narod njihovim nastojanjem prihvatiti misao zajedničke, demokratske i ravnopravne države, u kojoj će Srbi, Hrvati i Slovenci biti ravnopravni, s mogućnosti, da zadrže i razvijaju svoje stvarne posebnosti: plemenske, kulture i vjerske.
Frano Supilo se 26. siječnja 1915. zabrinut zaputio preko Niša u Petrograd, gdje je početkom ožujka vještim nastupom saznao da će saveznici uistinu Italiji dati južne slovenske zemlje, Istru, cijelo Hrvatsko primorje i Dalmaciju do rijeke Krke s otocima a da Hrvatska ostane samostalna i s izlazom na more u Rijeci. Kada je Pašić preko svog predstavnika u Petrogradu saznao za Supilovo otkriće, 9. travnja je poslao u Rusiju učenjake Lj. Stojanovića i A. Belića, s predstavkom u kojoj je tražio da se Srbiji za Dalmaciju, koju neće dobiti dade naknada opet u hrvatskim zemljama, i to Lika, Krbava i Slavonija. Dok se Supilo razočaran vraćao na zapad, saveznici su 26.travnja 1915. potpisali Londonski pakt s navedenim ustupcima Italiji, a sljedeći dan su Trumbić i drugi članovi odbora napustili Rim.
Odbor je službeno osnovan 30. svibnja 1915. u Parizu s Antom Trumbićem kao predsjednikom, te sjedištem u Londonu i uredima u Parizu, Ženevi, Petrogradu i Washingtonu. Jugoslavenski odbor razvio je snažnu promidžbenu djelatnost za ujedinjenje koje je uključivalo rušenje Austro-Ugarske i obranu istočnojadranske obale od talijanskih presezanja. Ujedinjenju se snažno protivila Italija, dok je srpska vlada na čelu s Nikolom Pašićem imala prema Odboru dvoznačan odnos, nastojeći njegovo djelovanje iskoristiti u pravcu ostvarenja ideje "prisajedinjenja" austrougarskih južnoslavenskih zemalja Srbiji, uz prepuštanje dijela jadranske obale Italiji.Zbog neravnopravnog položaja Jugoslavenskoga odbora spram srpske vlade, iz Odbora u lipnju 1916. istupa Frano Supilo, a proglašena Krfska deklaracija izaziva nezadovoljstvo velikog dijela hrvatskog iseljeništva jer prejudicira način ujedinjenja. Jugoslavenski odbor nije pred Antantom uspio izboriti legitimitet predstavničkog tijela savezničkog naroda, čemu je najviše pridonijelo protivljenje Italije i Srbije, koja je težila toj funkciji kako bi ujedinjenje mogla provesti u skladu s centralističkim ciljevima srpske politike. Hrvatski članovi Jugoslavenskog odbora su bili uglavnom masoni.
Tek nakon sloma Austro-Ugarske i uspostave Države Slovenaca, Hrvata i Srba s Narodnim vijećem u Zagrebu, srpska je vlada pristala na potpisivanje Ženevske deklaracije (1918.), koja je trebala jamčiti ujedinjenje na ravnopravnoj osnovi. Srpska vlada uskoro je izigrala načela sporazuma s Narodnim vijećem i Jugoslavenskim odborom, koji nije imao dovoljnu političku snagu da se u konačnici suprotstavi talijanskoj okupaciji velikog dijela hrvatske obale, niti da utječe na provođenje ujedinjenja 1. prosinca 1918. Službeno je Jugoslavenski odbor prestao postojati u ožujku 1919.

## Hrvatsko južnoslavenstvo
Pred strahom od dinamičnoga njemačkog imperijalizma, hrvatstvo od posljednjih desetljeća 19. stoljeća sumnja u vlastitu otpornu snagu te se sve više okreće južnoslavenskom okružju kao budućoj zajednici koja bi mu mogla osigurati opstanak i slobodan razvoj. Na toj osnovi osobito od početka stoljeća među intelektualnom elitom snažno se razvija jugoslavenska nacionalna ideologija u čijoj je osnovi stajalište da su južni Slaveni jedan narod, koji treba živjeti u zajedničkoj državi. Prema Prvome svjetskom ratu, razmjerno strahu od "dranga", ta se ideologija nezaustavljivo širi, tako da izvan takva pristupa rješenju hrvatskoga nacionalnog pitanja ostaje tek uski krug relevantnih pojedinaca (Ivo Pilar npr.) i skupina ("frankovci").
Politički odgoj i iskustvo današnjeg naraštaja izvorište unitarizma stavlja izvan Hrvatske a Hrvate vidi isključivo kao njegovu žrtvu. Stoga postavljanje stvari drukčije, kod povjesničara koji nije sklon "revizionizmu" pod svaku cijenu, stvara određenu nelagodu. Nju je najjednostavnije odagnati navođenjem mišljenja nekog od protivnika političkog nazora o kome je riječ. Za to je najpogodniji spomenuti Ivo Pilar, zasigurno najdosljedniji negator južnoslavenstva i državnog povezivanja na slavenskom jugu. Pod pseudonimom Dr. Juričić on u knjizi Svjetski rat i Hrvati (Zagreb, 1915.) piše:
| Princip hrvatsko-srpskog narodnog jedinstva nastao je oko mijene XIX. i XX. stoljeća iz najčišćih patriotskih motiva na strani koli Hrvata toli Srba, došao je ali uslijed nove orijentacije spoljašne politike kraljevine Srbije, nakon dolaska Karagjorgjevića, sasvim pod upliv te politike. Hrvati toga nisu zamijetili, i dali su se slijepo izrabljivati za interese kraljevine Srbije i Rusije, a protiv interesa Monarhije i protiv, kako mi tvrdimo, svojih vlastitih najsvetijih interesa. Ovo je hladna i gola istina o hrvatsko-srpskom narodnom jedinstvu. Mi znamo, da je ova spoznaja jedno gorko razočaranje za hrvatsku inteligenciju, jer je većina nedvojbeno optima fide pristala uz nju. Ono je tako udovoljavalo čuvstvenoj potrebi hrvatske inteligencije, tako ležalo u smjeru naših narodnih tradicija, u kojima Ilirstvo i Jugoslavenstvo nije bilo izbrisano i tako odgovaralo nadama i težnji našega naroda za njekom veličinom, za koju se činilo da će se ovim putem najprije postići, tako podavalo hrvatskom čovjeku podatnoga materijala za snatrenje, maštanje, što njemu toliko treba; da je vršilo upravo neodoljivu moć nad hrvatskom psychom.— Hrvatska revija 2, 2004. |

Hrvatsko južnoslavenstvo nije bilo samo sebi svrha. Ono je kao konstrukt straha i drugih psiholoških čimbenika bilo podloga za Jugoslaviju, koja će formalno i nastati na osnovi, pred kraj rata snažno afirmiranog, prirodnog, odnosno etničkog prava (W. Wilson, V. I. Lenjin) a na temelju pogrešne pretpostavke da su južni Slaveni jedan narod ili da u zajedničkoj državi to mogu postati.

## Okupacija Srbije
Kraljevina Srbija je tek nakon četiri mjeseca uspješnog ratovanja, 4. prosinca 1914., objavila svoj glavni ratni cilj u tzv. Niškoj deklaraciji u kojoj je se kaže da se ona bori za "oslobođenje i ujedinjenje sve naše neoslobođene braće Srba, Hrvata i Slovenaca". Međutim, nije rečeno hoće li to oslobođenje biti isto onakvo kakvo se dogodilo Makedoncima dvije godine prije. U svakom slučaju, vlada Srbije je sebe odredila kao jedinog aktera za rješenje tzv. jugoslavenskog pitanja. Potkraj 1915. i početkom 1916. udružene snage Centralnih sila, Njemačke, Austro-Ugarske i Bugarske, slomile su otpor Srbije i Crne Gore i uspostavile okupacijski režim. Ostaci vojske su preko Albanije prebačeni na solunsko bojište, a vlada Srbije smještena je na grčkom otoku Krfu.

## Osnivanje Odbora
Hrvatski politički emigranti u Italiji, Ante Trumbić, Frano Supilo, Ivan Meštrović i drugi, nakon tajnoga Londonskog ugovora kojim je Antanta obećala ustupiti južnoslavenska područja Italiji (26. travnja 1915.), započeli su političku akciju ustrojavanja čvršćega predstavništva svih južnoslavenskih naroda Austro-Ugarske. Dana 22. studenog 1914. postigli su s predstavnicima srpskih političkih emigranata iz Bosne i Hercegovine sporazum o osnivanju Jugoslavenskog odbora. Konačno konstituiranje Odbora izvršeno je u Parizu 30. svibnja 1915., kada su se Odboru priključili slovenski političari koji su uspjeli izaći iz Austro-Ugarske. Za predsjednika Odbora bio je izabran Ante Trumbić, a članovi su bili Frano Supilo, Ivan Meštrović, Hinko Hinković, Franko Potočnjak, Milan Marjanović, Nikola Stojanović, Dušan Vasiljević, Niko Županič, Gustav Gregorin, Bogumil Vošnjak i drugi. Sjedište Odbora bio je London, a njegovi su uredi osnovani u Parizu, Ženevi, Petrogradu i Washingtonu. Jugoslavenski se odbor proglasio legitimnim predstavnikom južnih Slavena iz Habsburške Monarhije, koji su si samovlasno odredili misiju da se sa Srbijom bore za stvaranje južnoslavenske države na razvalinama Austro-Ugarske.

## Djelovanje Odbora
Svojim formiranjem i strastvenim političkim djelovanjem, Jugoslavenski odbor se uz Srbiju nametnuo kao drugi činitelj rješavanja raspleta jugoslavenskog pitanja. Monopolni položaj Srbije bio je time ugrožen. Naravno, uz ta dva središta postojalo je i političko središte u Zagrebu, koje se nadalo da će uz Hrvatsku vezivati Sloveniju, Istru i Bosnu i Hercegovinu, kao državu članicu zajednice pod habsburškom krunom. Jugoslavenski odbor je imao vezu s oba središta, Krfom i Zagrebom, koji, međutim, nisu međusobno komunicirali. Pokretačka snaga rada Jugoslavenskog odbora bio je Frano Supilo. Supilo je tijekom 1915. i 1916. uspio impresionirati ne samo istaknute intelektualce već i ministre u vladama Ujedinjenog Kraljevstva, Francuske, Rusije i Italije. Ukrštavao je "koplja" i s Nikolom Pašićem, predsjednikom vlade Kraljevine Srbije. Iz svih tih kontakata Supilo je saznao da Srbija uz pomoć saveznika sprema Hrvatima i Slovencima veliko zlo. On je, naime, otkrio Londonski tajni ugovor i saznao o podjeli Dalmacije i aneksiji dijela hrvatskih i slovenskih zemalja Italiji i Srbiji. Zato je Supilo sve do smrti vodio žestoku kampanju da se ponište ugovori o aneksijama. Međutim, njegova je intimna drama nastala kada je otkrio da Pašićeva vlada želi Veliku Srbiju u kojoj bi se utrnula državnost i autonomnost svih ostalih južnoslavenskih naroda.

## Supilov memorandum
U Jugoslavenskom odboru, Supilo je odlučno nastupio protiv velikosrpskog projekta, a za Jugoslaviju. Uvjerivši se da je projekt Srbije veoma opasan i ne želeći snositi povijesnu odgovornost za buduće velike odluke, na plenarnoj je sjednici Jugoslavenskog odbora u Parizu 22. veljače 1916. izložio svoju političku koncepciju Jugoslavije. Polazna Supilova teza je tvrdila da se Zagreb razvio u povijesno političko središte zapadnog, a Beograd političko središte istočnoga dijela tzv. troimenog naroda (Hrvata, Srba i Slovenaca) i da te dvije političke cjeline moraju biti ravnopravne u budućoj državi i graditi novu zajednicu. Tu će koncepciju Srbi napasti kao model odnosa po uzoru na Austriju i Ugarsku, što je bilo točno, ali što je za njih apsolutno neprihvatljivo, jer da se tamo radilo o dvije nacije, a u slučaju Jugoslavije o jednom narodu pa zato on ne može "sam sa sobom pregovarati" i sklapati međudržavne sporazume. Slovenci: Županić, Gregorin i Vošnjak, nisu se izjašnjavali o budućemu državnom uređenju. Idejno oblikovan u pravaškom duhu, Supilo je odlučno ušao u borbu s Pašićem da osigura državnost ostalim južnoslavenskim zemljama.
Taj ga je tvrdi stav doveo čak i u sukob s većinom u Jugoslavenskom odboru. Naime, iako su bili odani južnoslavenskoj ideji, članovi su Odbora izbjegavali jasno se odrediti o državnom uređenju. Srpski su članovi tog odbora: Stojanović, Vasiljević i drugi, po sugestiji vlade Kraljevine Srbije bili protiv federalizma. Ante Trumbić, predsjednik Odbora, pravaš, bio je ustvari federalist, ali je znao da to Srbija neće prihvatiti te da je zato mudrije odložiti taj problem za povoljnije vrijeme. U svome je memorandumu Frano Supilo upozorio Odbor da buduća sudbina Hrvata može biti čak i gora nego u Habsburškoj Monarhiji, pa kaže da bi "ogromna većina Hrvata i Slovenaca odmah pretpostavila i ono tužno austrijsko ropstvo, negoli stanovište tih odredaba...", tj. namjera Europe i Srbije o rješenju tzv. jugoslavenskog pitanja. Podnoseći svoj memorandum, Supilo je istupio iz Odbora kako bi mogao slobodnije djelovati protiv projekata velesila i Srbije o budućemu europskom poretku.

## Jugoslavenska legija
Južnoslavenska ideja pustila je do Prvoga svjetskog rata duboko korijenje i među hrvatskim iseljeništvom, osobito u Južnoj Americi. Na vijest o ratu oni spontano reagiraju okupljanjem, da bi se ubrzo našli pod patronatom Jugoslavenskog odbora. (Vezu je uspostavio Odborov član Miće Mičić, organizirali su ih predstavnici Omladine Milostislav Bartulica i Ljubo Leontić.) Iseljeništvo je Odboru bilo važno zbog ovih razloga: davalo mu je legitimitet koji nije mogao dobiti iz domovine; pokrivalo rashode dajući mu je kakvu-takvu slobodu u političkoj akciji u odnosu prema srpskoj vladi (koja ga je inače nastojala svesti na svoje tijelo za promidžbu); bilo je osnova za regrutiranje zamišljene Jugoslavenske legije na solunskom bojištu. Od svega toga jedini stvaran učinak bila je materijalna potpora. Unatoč legitimitetu koji su mu davali iseljenici, Odbor nije bio priznat od Antante kao predstavnik južnih Slavena Monarhije, a hrvatski iseljenici se uglavnom nisu pojavili na solunskom bojištu.
Na problemu dragovoljaca možda se najzornije odražavala bit sukoba između Jugoslavenskog odbora i srbijanske vlade. Odbor je na njih gledao u prvom redu kao na politički, a Vlada kao na vojni čimbenik. Shodno tomu prema Odborovoj koncepciji oni su trebali nastupiti kao zasebna Jugoslavenska legija koja bi nakon proboja solunskog bojišta (simbolično) oslobađala austrijske južne Slavene, a Pašić je insistirao na njima kao efektivnoj pomoći, zbog čega su trebali biti raspršeni po srpskoj vojsci. Kad nije uspio u svom naumu, Trumbić je spriječio odlazak dragovoljaca iz Južne Amerike (nad kojima je imao kontrolu) dok su iz Sjeverne Amerike u Solun otišli pretežito srpski doseljenici iz Austro-Ugarske.
Problem s dragovoljcima još je drastičnije iskazan u Europi. Ondje su se regrutirali uglavnom iz ruskog zarobljeništva (što nije bilo u skladu s međunarodnim ratnim pravom). Okupljeni u Odesi (na Crnome moru), Hrvati-dragovoljci tražili su da budu upućeni na bojište pod jugoslavenskim imenom i insignijama, čemu su se protivili srpski časnici. U napetu ozračju, punom nepovjerenja, izbijali su sukobi s tragičnim posljedicama. Među njima najpoznatiji je masakr 13 dragovoljaca u listopadu 1916. godine. Dovoljni sami sebi, Srbi ne samo da nisu cijenili dragovoljce nego su radili sve da bi im zagorčali život: dragovoljci-časnici bili su neravnopravo materijalno tretirani, kazne nad vojnicima bile su drastične a bilo je i nasilnog regrutiranja tzv. »silovoljaca«.
Slučaj s dobrovoljcima u Odesi bio je nagovještaj odnosa u budućoj državi ako pobijedi srpska koncepcija o njezinu stvaranju. O tome je Miroslav Krleža pisao: "U Odesi je počelo. U krvavoj Odesi, u »Kanatnom zavodu«, gdje se masakriralo en mass i gdje su pokapajući mrtvace rekli onom grobaru, da ne treba da znade tko su ti ljudi, »jer to su Hrvati«. U Odesi se klalo, tamo su pucale kosti i tamo su se davili utopljenici..."

## Velikosrpska politika
Držeći se svoga kursa stvaranja Velike Srbije, Nikola Pašić je dvije i pol ratne godine odbijao bilo kakav obvezujući sporazum s Odborom, jer je smatrao da samo Srbija ima pravo govoriti o sudbini Južnih Slavena u Austro-Ugarskoj. On je skupinu emigranata koristio samo za propagandu, za razne informacije i usluge Srbiji, a nikada ih nije tretirao kao partnere u predstojećemu velikom povijesnom preokretu. Međutim, sredinom 1917. nastupile su velike promjene, koje će smekšati Pašićevu tvrdoću, isključivost i aroganciju, koje bi mogle ugroziti njegovu ideju Velike Srbije. Srbija se našla u teškoj situaciji. Već su dugo Jugoslavenski odbor i opozicija tražili od Pašića sporazum s Odborom, što je on odbijao, oslanjajući se na carsku Rusiju, Ujedinjeno Kraljevstvo i Francusku koje su stoljećima prakticirale podjelu interesnih sfera i politiku prekrajanja tuđih zemalja i kolonija. U Rusiji je, međutim, oboren carizam, najpouzdaniji oslonac Srbije, a 2. travnja 1917. SAD su objavile rat Njemačkoj, što je značilo da na europsku scenu stupa demokratska zemlja, koja je postala i najveća svjetska sila, koja neće tolerirati staru imperijalističku praksu interesnih sfera i aneksija. Antanta se još držala politike održavanja Austro-Ugarske, a Hrvati i Slovenci, ginući na bojištima, pokazuju da su joj još uvijek lojalni.

## Jugoslavenski klub
U Austro-Ugarskoj režim 1917. naglo popušta. U svibnju je obnovljen rad parlamenta, što Slovenci, Dalmatinci i Istrani, njih 29, iskorištavaju i izdaju Deklaraciju, kojom traže konstituciju treće po redu države, uz Austriju i Ugarsku, tj. pretvaranje dualizma u trijalizam. Mjesec dana nakon toga (5. lipnja 1917.) pojedini se političari i političke stranke pridružuju Jugoslavenskom klubu u Beču s istom idejom. Tako je nastala kampanja stvaranja južnoslavenske države u Habsburškoj Monarhiji, i to pod vodstvom Hrvata, sa Zagrebom kao glavnim gradom. Realizacija bi toga projekta značila da ne samo Dalmacija već ni Bosna i Hercegovina ne bi pripale Srbiji, što je za Pašića i njegovu vladu bilo upravo strašno. Bojeći se stvaranja nove južnoslavenske države u Habsburškoj Monarhiji te slabljenja pozicije među saveznicima, Nikola Pašić je pristao na sporazum s Jugoslavenskim odborom da bi ojačao i međunarodni i unutarnji položaj Srbije. Tako je došlo do Krfske deklaracije.
| Odbor je kod sila Antante vodio akciju za priznanje prava Hrvata, Srba i Slovenaca na ujedinjenje na osnovi načela narodnosti, ističući potrebu da se u buduću južnoslavensku državu uključe svi nacionalno južnoslavenski krajevi, posebno oni na Jadranu. Zbog programa koji je pretpostavljao rušenje Austro-Ugarske, Odbor je nailazio na teškoće kod sila Antante. Posebno je žestok bio otpor Italije, koja je bila odlučno protivna stvaranju južnoslavenske države iz straha da bi ona mogla ugroziti talijansku prevlast na Jadranu. Odbor je uživao potporu srpske vlade na čelu s N. Pašićem, ali je među njima dolazilo do ozbiljnih neslaganja oko načina ujedinjenja i uređenja buduće zajedničke države. Dok su hrvatski članovi Odbora tražili stvaranje federalne države, u kojoj bi Hrvatska zadržala političku i nacionalnu individualnost, Srbija je planirala ujedinjenje Južnih Slavena pod svojim vodstvom i dominacijom (»veliko rješenje«). Kao pričuvni plan Srbija je planirala ujedinjenje u Veliku Srbiju samo onih krajeva gdje žive Srbi (»malo rješenje«), u što bi ulazile Crna Gora, BiH, Vojvodina i dijelovi Hrvatske (Slavonija i Dalmacija). Sile Antante su joj i obećale veći dio tih krajeva »izjavom o kompenzaciji« (16. VIII. 1915). Zbog popustljive politike Odbora prema zahtjevima Srbije, F. Supilo je u lipnju 1916. istupio iz njega. Prilike u 1917 (Svibanjska deklaracija, revolucija u Rusiji) natjerale su Pašića na popuštanje. Dana 20. VII. 1917. Jugoslavenski odbor i srpska vlada potpisali su na Krfu sporazum o ujedinjenju i stvaranju zajedničke države (Krfska deklaracija), koji je približio njihova stajališta.— Hrvatska enciklopedija (LZMK) |

## Krfska deklaracija
Krfska deklaracija je sporazum koji su 20. srpnja 1917. potpisali Jugoslavenski odbor iz Londona i vlada Kraljevine Srbije, kojim se utvrđuje da će se stvoriti država pod imenom "Kraljevina Srba, Hrvata i Slovenaca" kao "ustavna, demokratska i parlamentarna monarhija na čelu s dinastijom Karađorđevića". Ideologijska je osnova te države bila u tezi da su Srbi, Hrvati i Slovenci "troimeni narod jedan isti po krvi, po jeziku govornom i pisanom, po osjećajima svoga jedinstva, po kontinuitetu i cjelini teritorija...". Bitno je konstatirati da su potpisnici najviše raspravljali o problemu konstitucije nove države. Kako se o tomu nisu mogli složiti, u Krfsku je deklaraciju ušla točka koja kaže da će to riješiti buduća Ustavotvorna skupština, kvalificiranom većinom. Deklaracija je izazvala nezadovoljstvo velikog dijela hrvatskog iseljeništva jer je prejudicirala način ujedinjenja.

## Neuspjeh i kraj rada
Nakon Krfske deklaracije, Jugoslavenski odbor je u savezničkim zemljama nastavio propagandnu i političku djelatnost. Da bi ideja Jugoslavije bila u skladu s proklamiranim načelom "jedna nacija-jedna država", svuda se ponavljalo kako su Jugoslaveni jedna nacija, koju čine tri plemena. Tako je ideološka maska igrala ulogu glavnog argumenta za međunarodno priznanje buduće države. Drugo područje djelovanja Odbora bilo je njegovo međunarodno priznanje kao predstavnika Južnih Slavena i njihove vojske u obliku dobrovoljačkih postrojbi. Jugoslavenski odbor se nadao da će ga Antanta priznati za saveznika, kao što je to učinila s Česima i Poljacima. Međutim, Pašić je ne samo sugerirao savezničkim silama da to ne učine, već je pokušao rušiti Odbor iznutra, nagovarajući njegove srpske članove da iz njega istupe, nudeći im ministarske položaje, što je Odbor odbio. Odnosi između Odbora i vlade Srbije ostali su do kraja rata jako poremećeni unatoč potpisanom sporazumu. Pašićeva vlada je i dalje ostala prikoncepciji Velike Srbije, a Trumbić i Odbor nemoćno su čekali kraj rata.
Nakon sporazuma Trumbić–Torre u Londonu (7. ožujka 1918.) o demokršćanskim načelima za rješenje pitanja buduće jugoslavensko-talijanske granice, koji je bio prihvaćen na Kongresu potlačenih naroda Austro-Ugarske u Rimu (8. – 10. travnja 1918.), britanska, francuska, američka i talijanska vlada prihvatile su politiku rušenja Austro-Ugarske i poduprle nacionalne težnje njezinih slavenskih naroda. No južni Slaveni u Austro-Ugarskoj, za razliku od Poljaka i Čeha, nisu bili priznati kao saveznički narod niti je Jugoslavenski odbor bio priznat kao njihov politički predstavnik zbog otpora talijanske i srpske vlade. Tek nakon sloma Austro-Ugarske i stvaranja Države Slovenaca, Hrvata i Srba na čelu s Narodnim vijećem SHS u Zagrebu, srpska je vlada, pod pritiskom oporbe i britanske vlade, pristala da se Jugoslavenski odbor prizna i da s njime i s Narodnim vijećem SHS zaključi 9. studenog 1918. u Ženevi sporazum o ujedinjenju na dualističkoj osnovi (Ženevska deklaracija). Taj sporazum srpska vlada nije htjela provesti u život. Jugoslavenski je odbor u svojem djelovanju uspio zainteresirati sile Antante kako za ujedinjenje Hrvata, Srba i Slovenaca u zajedničku državu tako i za pravedno rješenje jugoslavensko-talijanske granice, ali on nije znatnije utjecao na razvoj prilika u domovini niti je imao riječi prilikom provođenja ujedinjenja 1. prosinca 1918. Jugoslavenski odbor prestao je s radom u ožujku 1919. Odbor je svoja politička stajališta izražavao kroz glasilo Bulletin Yougoslave (1915. – 1919.).